# Стакласти црви
Стакласти црви (гр. Chaetognatha = чекињаста вилица) су бескичмењаци који припадају мањим целомским деутеростомијама, прозрачног тела на коме се налазе један или два пара бочних пераја и једно репно пераје. Описано је свега око 50 врста. Величина им се креће најчешће око 3 cm. Ова група је , према палеонтолошким подацима, настала у раном камбријуму пре око 520 милиона година.
Једини су тип животиња међу бескичмењацима који на појединим деловима тела (бочним странама) имају вишеслојан епидермис. Он излучује танку кутикулу.
Живе у планткону свих мора и океана, а нарочито су бројни у топлим морима где понекад њихов број може да достигне и 1000 јединки у 1 m³ воде. Хране се планктонским животињама које хватају хитинским кукицама, а придржавају их зубићима. Кукице се налазе око вестибулума, удубљења у коме је усни отвор око кога се налази неколико редова зубића (по томе су добили научни назив).

## Гаметогенеза
Сперматогенеза се дешава у целому репа (интрацеломски), где се налази пар тестиса локализованих суседно дорзалном лонгитудиналном мишићу. Сперматогоније напуштају тестисе и одлазе до целома репа и на том путу се диференцирају до сперматозоида. Оогенеза се дешава у пару оваријума који се налазе у региону трупа.
Све врсте су хермафродити, поседују и јајне ћелије и сперматозоиде. Свака животиња је са паром тестиса у региону репа, и са паром оваријума у посерионм региону главне телесне шупљине. Незрели сперматозоиди се ослобађају из тестиса и одлазе у целом репа где завршавју своје сазревање, Затим пливају кроз танак канал до семиналне везикуле где се пакују у сперматофоре.

## Оплодња
У току парења долази до карактеристичног завођења партнера и након тога свака индивидуа оставља сперматофоре на врату партнера после пуцања семиналне везикуле. Сперматозоиди великом брзином напуштају сперматофору и пливају средином животиње све док не дођу до пара малих пора у близини репа, до женског дела партнера, гонофора. Сперматооиди се на овај начин складиште у семиналне рецептакуле.
Да би дошло до оплодње прво мора да се деси овулација јајних ћелија посредством соматичих ћелија „помоћних оплодних ћелија“. Сперматозоиди пролазе кроз ове помоћне оплодне ћелије да би дошли до ооците.
Полагање јаја се дешава одмах након оплодње код врсте Sagitta hispida, или након неколико сати као код врсте Spadella cephaloptera када се зигот задржава у овидукту и тада се дешава прва мејотичка деоба до ступња метафазе након чега се јаја избаце у воду.
Јаја су планктонска или се закаче за алге.
Истраживања рађена на врстама гајених у култури у лабораторији изузетно су допринела у разумевању ембриологије и планктонских и бентосних врста Chaetognatha. Неки научници тврде да постоји могућност самооплодње али ова теорија није експериментално доказана.

## Браздање
Браздање подразумева процес дељења зигота узастопним митотичким деобама до стадијума бластуле. Браздање је код Chaetognatha потпуно и равномерно. Након прве деобе зигота, новонастале две бластомере се деле на две стране, једна синистрално а друга дестрално . Четири новонастале бластомере заузимају тетраедарну формацију , при чему је један пар косо оријентисан у односу на други. Оваква оријентација бластомера слична је оној код Spiralia (Deuterostomia). Међутим неки ембриолози сматрају да је браздање код Chaetognatha ипак сличније радијалном типу као код Protostomia

## Гаструлација
Гаструлација подразумева процес формирања клициних листова. Она је блиско повезана са процесима формирања усног отвора , црева и ануса. Значајно за гаструлацију је оријентација и даља диференцијација бластопора- отвора гаструле који повезује бластоцел и спољашњу околину.
Наиме, животиње се уопштено могу поделити на Deuterostomia и Protostomia на основу онога у шта се диференцира бластопор. Ако се диференцира у анални отвор а усни настаје касније на другој локацији, говоримо о Deuterostomia. Аko се од бластопора диференцира усни отвор а на некој другој локацији анални отвор, реч је o Protostomia.
Код Chaetognatha процесом инвагинације бластопора се иницира стварање ендодерма као и стоматодеума на супротном крају гаструле, што представља деутерстоматску карактеристику , међутим за разлику од класичног деутеростоматског развића, од бластопора неће настати анални отвор. Инвагинација бластопора се дешава око шест сати након излегања јајета. И стоматодеум и бластопор се убрзо затварају али се појављују опет након излегања јединки. Изнад места инвагинације, у оквиру ендодерма се појављује дупља гаструле – архентерон . Архентерон се формира око тринаест сати након излегања У архентерону се налазе четири герминативне ћелије из којих ће се касније диференцирати оогоније односно сперматогоније. Након појаве архентерона, у ендодерму се појављују два превоја која формирају три одвојене шупљине. Бластоцел у овом моменту нестаје. Средња шупљина ће формирати гастроинтенстинални тракт, њен врх се диференцира у нови усни отвор док се зидови њеног средњег дела спајају. Друге две шупљине ће формирати делове целома. Ћелије мезодерма се формирају у две билатералне групације које ће касније обухватити целомске целине са бочних страна тела.

## Неурогенеза
Претпоставља се да се у неурогенези стварају неуронске прогениторне ћелије, које формирају 35 блокова, од којих код адулта настаје вентрални нервни центар. Вентрални нервни центар контролише мишиће, координише сигналиацију механосензорних влакана и рецептора који се налазе на епидермису. За моторну контролу вентрални нервни центар блиско интерагује са периферним епидермалним плексусом, који инервише мишиће. Истрживања показују да се нервни центар код још неизлегнутих јединки и адулта не разликује у потпуности, али разлике ипак постоје.
Мозак Chaetognatha је подељен на постериорни и антериорни домен. Постериорни домен прима импулсе сензорних органа, стога је вероватно укључен у модулацији моторног понашања, као и у одговору на примљени импулс. Антериорни домен је повезан са неуронима које се налазе у желуцу и учествује у контроли отварања и затварања уста. Код још неизлегнутих Chaetognatha мозак је заступљен путем петљи које се протежу са предње стране вентралног центра и окружују га. Неурони кји припадају епидермалном плексусу су близу cornea ciliata.
Примарни мозак којим се тополошки може показати циркулаторни нервни прстен ће се развити у постериорни домен мозга код адулта. Део сензорног мозга прима сигнале из cornea ciliata, овај део је такође укључен у моторици понашања као и у одговоре на пристигли сигнал.
Током 48 сати након постембрионалног развића појавиће се зона синаптичког неуроепитела у мозгу. Појављују се серотонин и РФ - амиди као имунореактивни неурони. Овај систем, представља окидач мозгу да новоизлегнута јединка пређе са ихране жуманцетом на активно предаторство. Постембрионална неурогенеза такође укључује појаву секундарног мозга, део који тополошки представља обичне блокове, који е се код адулта развити у антериорни део мозга.

## Излегање и развиће ларви
Ларве Chaetognatha се излежу различитим методама: деградацијом ензима, пробијањем зида јајета услед осмотског притиска, механичким деловањем или једноставно померањем ембриона.
Ларве се развијају веома брзо након излегања. У првих неколико сати се развијаја репно пераје а за њим и бочна пераја. Репно пераје се развија прво због његове улоге у локомоцији. Након 48 сати, ларве су способне да се хране.

## Филогенетски положај
Услед карактеристичних одступања у процесима браздања, гаструлације, неурогенезе и органогенезе Chaetognatha представљају нарочито проблематичну групу за класификацију већ деценијама како међу ембионолозима али и биолозима генерално. Данас се хипотетише да су Chaetognatha базална група Lophotrochozoa, базална грпуа Ecdysozoa или сестринска група свим осталим Protostomatama. Неки научници предлажу систем у коме су Chatognatha сестринска група Lophotrochozoa и Ecdysozoa и предлажу име Hyponeuria да нагласе вентрализацију нервног система као један од најзначајнијих корака у еволуцији Metazoa.